# Lysiphyllum
Lysiphyllum es un género de plantas con flores de la familia de las fabaceas. Comprende 8 especies descritas y de estas, solo 6  aceptadas.

## Taxonomía
El género fue descrito por Hendrik Cornelis Dirk de Wit  y publicado en Reinwardtia 3: 431. 1956.

## Especies
A continuación se brinda un listado de las especies del género Lysiphyllum aceptadas hasta agosto de 2012, ordenadas alfabéticamente. Para cada una se indica el nombre binomial seguido del autor, abreviado según las convenciones y usos.
- Lysiphyllum carronii (F.Muell.) Pedley
- Lysiphyllum cunninghamii (Benth.) de Wit
- Lysiphyllum diphyllum (Buch.-Ham., in Symes) de Wit
- Lysiphyllum gilvum (Bailey) Pedley
- Lysiphyllum hookeri (F.Muell.) Pedley
- Lysiphyllum strychnifolium (Craib) A. Schmitz